# Turnera discors
Turnera discors är en passionsblomsväxtart som beskrevs av Arbo. Turnera discors ingår i släktet Turnera och familjen passionsblomsväxter. Inga underarter finns listade i Catalogue of Life.